# Dieter Feichtner
Dieter Feichtner (* 15. Juni 1943 in Innsbruck; † 5. Dezember 1999 in Salzburg) war ein österreichischer Synthesizerspieler und Komponist.
Feichtner erlernte in seiner Jugend neben Klavier auch Bass und Schlagzeug; er studierte vorübergehend am Mozarteum. In den 1970er Jahren spielte mehrere verkoppelte Analog-Synthesizer und Effektgeräte und wurde zunächst durch seine Zusammenarbeit mit John Surman, Barre Phillips und Stu Martin bekannt, mit denen er ab 1975 auf Europatournee ging und mit der Ballettgruppe von Carolyn Carlson ein einmonatiges Gastspiel in der Pariser Oper hatte (Album Mountainscapes, 1976). Nach Tourneen mit Gitarrist Klaus Balzer und einer weiteren Produktion mit Phillips, der Filmmusik Three Day Moon, wurde er Ende der 1970er Jahre von Zeitschriften wie dem Melody Maker unter die ganz Großen der Fusionmusik eingereiht; er schaffe „Klanglandschaften, von denen Joe Zawinul nur träumen kann.“ 1982 begann er mit Direktaufnahmen seiner Solostücke, die im Gegensatz zu normalen Studioaufnahmen eher als Konzerte unter Ausschluss des Publikums zu begreifen waren. Sein Album Euphorismen (1989) bildete die akustische Grundlage für den Film Euphoria von Tamara Pilz-Hunter und Erez Pilz.
Feichtner, dessen musikalisches Werk am Institut für Computermusik und elektronische Medien an der Musikhochschule Wien von Lisa Rozman katalogisiert wurde, gilt heute als „unübertroffen an Intensität und stilistischer Spannweite (vom einfachen Volkslied bis zu experimentellen Klanglandschaften).“

## Diskographische Hinweise
- Barre Phillips Three Day Moon (mit Terje Rypdal und Trilok Gurtu, 1978)
- Euphorismen (1982–1988)
- Anthology Vol. 1 (1982–1993)